# Nyamutundwe
Nyamutundwe är ett vattendrag i Burundi.   Det ligger i provinsen Karuzi, i den centrala delen av landet, 100 km öster om huvudstaden Bujumbura.
Omgivningarna runt Nyamutundwe är en mosaik av jordbruksmark och naturlig växtlighet. Runt Nyamutundwe är det ganska tätbefolkat, med 192 invånare per kvadratkilometer.